# Queorudo (Ort)
Queorudo (Keorudu) ist eine osttimoresische Siedlung im Suco Mulo (Verwaltungsamt Hato-Udo, Gemeinde Ainaro).
Queorudo bildet keine geschlossene Siedlung, die Gebäude stehen zum größten Teil einzeln oder in kleinen Gruppen über die gesamte Aldeia Queorudo verteilt. Das Ortszentrum liegt im Westen der Aldeia, auf einer Meereshöhe von 1943 m, wo sich als einziges einige Dutzend Häuser um einen Dorfplatz gruppieren, von wo aus eine kleine Straße in das nahegelegene Hatu-Builico (Suco Nuno-Mogue) im Nordwesten führt, dem Hauptort des Verwaltungsamtes.